# Dasyrhamphis denticornis
Dasyrhamphis denticornis är en tvåvingeart som först beskrevs av Günther Enderlein 1925.  Dasyrhamphis denticornis ingår i släktet Dasyrhamphis och familjen bromsar. Inga underarter finns listade i Catalogue of Life.